# Автосалон (выставка)
Автосалон (автомобильный салон, автошоу; auto show (североамериканский английский) / motor show (британский английский), car show) — автомобильная выставка, обычно ежегодная, реже — раз в два года. Называется по имени города, где проводится. На таких выставках производится презентация новинок, демонстрируются текущие модели автомобилей, концепт-каров или снятой с производства классики. 
В нем принимают участие представители автомобильной отрасли, дилеры, автожурналисты и автолюбители. Они важны для производителей автомобилей и местных дилеров как средство связей с общественностью, поскольку там рекламируются новые продукты и продвигаются автомобильные бренды.
Большинство автошоу проводятся один или два раза в год. Пять самых престижных автошоу, иногда называемые «Большой пятеркой», обычно проводятся в Детройте, Франкфурте, Женеве, Париже и Токио.
На некоторых автосалонах рядом с автомобилями демонстрируются всевозможные другие транспортные средства. Типы транспортных средств могут включать автобусы, грузовики и все другие типы транспортных средств, например, Auto Expo в Дели предлагает различные транспортные средства, от частных до коммерческих.

## Европа
Старейшие автосалоны находятся в Европе.
Целью первого в мире автопоказа была научить горожан не бояться авто: для этого владельцы 269 экспонатов проехали от Версаля до Парижа, что примирило парижан с автомобилем и собрало 140 тысяч посетителей. 
- Парижский автосалон проводится в Париже с 1898 года, раз в два года в начале октября (в четные годы).

- Женевский автосалон — автосалон, проходящий ежегодно в марте в Женеве, Швейцария. Впервые состоялся в 1905 году. Единственный европейский автосалон класса А, проходящий ежегодно. Одно из главных мест презентации новинок от ведущих мировых автомобильных брендов. Ежегодно на автосалоне мировые автопроизводители презентуют дизайн-концепты собственной разработки, либо самых знаменитых мировых кузовных ателье.

- Международный автомобильный салон — ежегодный автосалон, проходящий во второй половине сентября в одном из двух городов Германии: Франкфурте-на-Майне или Ганновере (до 1991 года выставка проходила во Франкфурт-на-Майне, начиная с 1992 года автосалон был поделён на 2 выставки: по нечётным годам проходит выставка легковых автомобилей (плюс немного мотоциклов) во Франкфурте-на-Майне, по чётным — выставка грузовых автомобилей в Ганновере).

- Британский международный автосалон (Лондонский автосалон) — регулярно проводилась с 1903 по 2008 гг., первоначально располагаясь в Хрустальном дворце Лондона, выставочном центре «Олимпия» (Olympia London), после чего переместилась в Эрлс-корт, а затем (в 1978 году) в Национальный выставочный центр в Бирмингеме, где она дислоцировалась до мая 2004 года. Последние три выставки проходили в лондонском Баттерси Парке.

- Туринский автосалон , в г. Турин (Италия), проводится с 1900 года, в конце апреля.

- Брюссельский автосалон (en:Brussels Motor Show) в  г. Брюссель (Бельгия)[2]

- Международная автомобильная выставка — проводилась в Российской империи в Санкт-Петербурге и Москве[3], в 1907, 1908, 1910 и 1913[4] гг.
- Московский международный автомобильный салон (с 1992)

## Северная Америка
В США ообществу автолюбителей вдоль исторического Шоссе 66 приписывают общую популяризацию автомобильных встреч (включая такие этнические группы, как латиноамериканцы Нью-Мексико, чикано, американцы мексиканского происхождения на Юго-Западе США); лоурайдеры, высокие технологии авто. По этой причине электромобили и другие шоу энтузиастов популярны в Лос-Анджелесе, Лас-Вегасе, Альбукерке, Сан-Франциско и Чикаго.
- Автосалон в Лос-Анджелесе (с 1907)

- Североамериканский международный автосалон (North American International Auto Show (NAIAS), ранее Детройтский автосалон) проводится ежегодно  в середине января в Детройте (штат Мичиган).

- Канадский международный автосалон

## Азия
- Токийский автосалон (с 1954)
- Пекинский международный автосалон (с 1990)
- Шанхайский автосалон (с 1985)

- Auto Expo в  Нью-Дели (Индия), проходит с 1986 г. в середине января раз в 2 года.